# Fylkesväg 87
Fylkesväg 87 (norska: Fylkesvei 87) är en primär fylkesväg i Troms fylke i norra Norge som går mellan byn Elverum i Bardu kommun och byn Øvergård i Balsfjords kommun. Den passerar genom kommunerna Bardu, Målselv och Balsfjord.
Vägen är 76,7 kilometer lång och asfalterad. Den passerar bland annat genom orterna Rundhaug och Skjold.

## Anslutningar
Fylkesväg 87 ansluter till:
- Europaväg 6 (vid Elverum)
- Fylkesväg 854 (vid Rundhaug)
- Europaväg 6 (vid Øvergård)
- Europaväg 8 (vid Øvergård)